# Per-Olov Börjeson
Per-Olov Börjeson, född 29 december 1929 i Cali, Colombia, död 23 november 2019 i Limhamn, var en svensk affärsman, konstsamlare, konsthandlare och gallerist.

## Biografi
Börjeson föddes i Colombia där hans far Nils Börjesson under några år var verksam som kaffeodlare, men kom till skånska Vellinge vid ett års ålder och växte upp där. Han gick sex år i Vellinge folkskola och flyttade sedan till Osby för att gå som internatelev på Osby samskola (Ekbackeskolan). Efter några år till sjöss flyttade han i slutet av 1950-talet till Colombia där han grundade företaget P.O. Borjeson & Cia Ltda, som också hade verksamhet i New York.
Börjeson grundade 1969 Galerie Börjeson AB och drev galleriet ihop med hustrun Elna Börjeson, som dog 2011. Börjeson hade ett betydande fastighetsinnehav. Strax före sin död sålde han fastigheter till ett värde av 600 miljoner kronor i en av de största offentliga auktionerna som ägt rum i Malmö.
Börjeson blev en offentlig person inte bara på grund av sina framgångar i affärer och sin stora förmögenhet, utan kanske i högre grad på grund av sina många offentliga upptåg eller practical jokes, som ofta rönte stor uppmärksamhet i media och ibland väckte allmän debatt. En av hans mest omtalade jippon var när han 1995 erbjöd fotbollsklubben Malmö FF:s damlag en miljon kronor i sponsorpengar i vad som under en pressträff visade sig vara en PR-kupp.